# Thursday's Child
"Thursday's Child" é uma canção composta por David Bowie e Reeves Gabrels para o álbum Hours, de 1999. Assim como outras faixas de Hours, "Thursday's Child" está presente na trilha sonora do jogo Omikron - The Nomad Soul, de 1999.

## Faixas[2]

### CD 1 (Reino Unido)
1. "Thursday's Child (edit)" - 4:25
2. "We All Go Through" - 4:09
3. "No One Calls" - 3:51

### CD 2 (Reino Unido)
1. "Thursday's Child (Rock mix)" - 4:27
2. "We Shall Go to Town" - 3:56
3. "1917" - 3:27

Esta versão também contém o videoclipe de "Thursday's Child".